# Xin Ping
En aquest nom xinès, el cognom és Xin.
Xin Ping (mort el 204 EC), nom estilitzat Zhongzhi (仲治), va ser un ministre servint sota el senyor de la guerra Han Fu durant el període de la tardana Dinastia Han Oriental de la història xinesa. Després de la mort Han Fu, Xin va passar a servir Yuan Shao, en qualitat d'assessor de Yuan Tan, el fill major de Yuan Shao. Una vegada, Xin va ser convidat a servir Cao Cao per aquest mateix quan ell es va reunir amb Cao com un enviat de Shao, però ell ho va declinar. El germà menor de Xin Ping, Xin Pi, canvià la seva lleialtat a Cao Cao després de la mort de Yuan Shao i va continuar servint a l'estat de Cao Wei durant el període dels Tres Regnes.